# Abarema obovata
Abarema obovata es una especie de planta de la familia de las Fabaceae. Es endémica de Brasil en el este y norte de Minas Gerais. Es un árbol que se desarrolla en las laderas boscosas de colinas.

## Taxonomía
Abarema obovata fue descrita por (Benth.) Barneby & J.W.Grimes y publicado en Memoirs of The New York Botanical Garden 74(1): 91. 1996.
Sinonimia
- Calliandra obovata (Benth.)Barneby & J.W.Grimes[4][5]